# Neobidessodes limestoneensis
Neobidessodes limestoneensis är en skalbaggsart som först beskrevs av Watts och William F. Humphreys 2003.  Neobidessodes limestoneensis ingår i släktet Neobidessodes och familjen dykare. Inga underarter finns listade i Catalogue of Life.